# 科學、科技與人文價值
《科學、科技與人文價值》（Science, Technology & Human Values）是一份1967年起出版的英語社會學學術期刊，由SAGE Publications出版，現任主編是匹茲堡大學數位學術教授傑佛瑞·鮑克（Geoffrey C. Bowker）。該期刊收錄研究科技、科學和社會之間關係的文章，多屬科學知識社會學範疇。
根據《期刊引證報告》數據顯示，《科學、科技與人文價值》2011年時的影響因子是2.333，在37份社會問題期刊中排名第3。

## 外部連結
- 《科學、科技與人文價值》在出版社官網的介紹 （页面存档备份，存于） （英文）